# جونغ بهادر رنا
جونغ بهادر رنا (بالنيبالية: जङ्गबहादुर राणा)‏ هو ضابط نيبالي، ولد في 18 يونيو 1817 في كاتماندو في نيبال، وتوفي في 25 فبراير 1877 في Borlang ‏ في نيبال بسبب مرض.

## وصلات خارجية
- جونغ بهادر رنا على موقع الموسوعة البريطانية (الإنجليزية)